# 이시바시 나오키
이시바시 나오키(일본어: 石橋 直希, 1981년 5월 14일 ~ )는 일본의 전 축구 선수이다.

## 구단 경력
과거 요코하마 FC, 사간 도스에서 활동하였다.